# Megaselia imperfecta
Megaselia imperfecta är en tvåvingeart som beskrevs av Borgmeier 1967. Megaselia imperfecta ingår i släktet Megaselia och familjen puckelflugor. Inga underarter finns listade i Catalogue of Life.